# Nonières
Nonières est une ancienne commune française située dans le département de l'Ardèche, en région Auvergne-Rhône-Alpes.
Depuis 2019, il s'agit d'une des communes déléguées de la commune nouvelle de Belsentes et ses habitants sont appelés les Noniérois et les Noniéroises.

## Toponymie
Le village est nommé Noneyras en 1265. Deux explications sont possibles :
1°) autre mot pour nonnerie, "couvent, maison de nonnes" (religieuses) ;
2°) plus vraisemblablement : occitan nonarié, "marché aux blés", du latin annona, "magasin, réserve de céréales". 
Localement, on dit bien plutôt Les Nonières, avec l'article pluriel, que Nonières : "Je vais aux Nonières".

## Histoire
La commune fusionne le 1er janvier 2019 avec Saint-Julien-Labrousse pour former la commune de Belsentes dont la création est actée par arrêté du préfet de l'Ardèche en date du 12 décembre 2018.

## Politique et administration
| Période                                  | Période                     | Identité         | Étiquette | Qualité   |
| ---------------------------------------- | --------------------------- | ---------------- | --------- | --------- |
| Les données manquantes sont à compléter. |                             |                  |           |           |
| avant 1988                               | 1989                        | Brigitte Chanéac |           |           |
| mars 1989                                | En cours (au 24 avril 2014) | Raymond Fayard   | DVG       | Ingénieur |

## Démographie

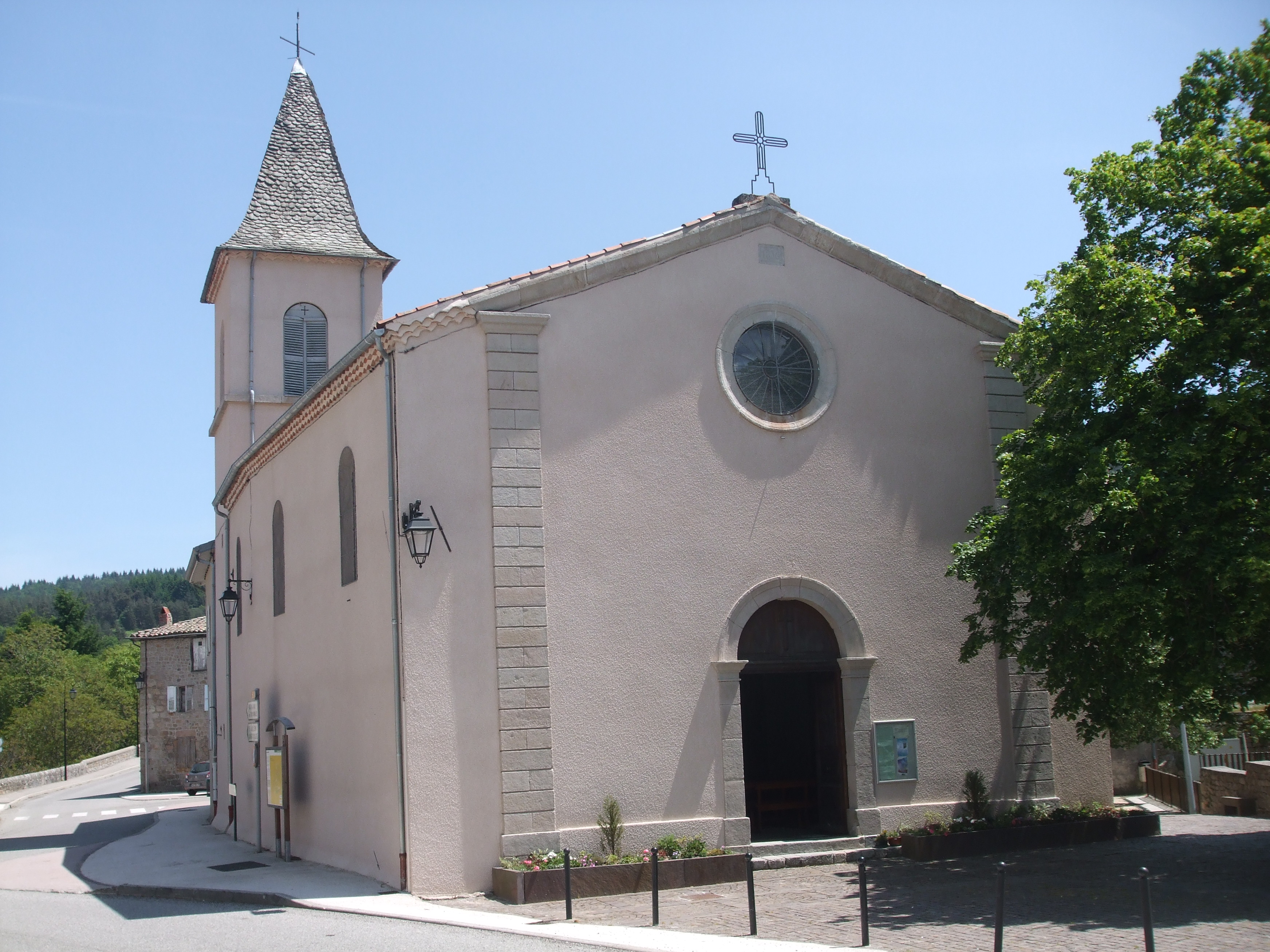
Église Saint-Jacques.

L'évolution du nombre d'habitants est connue à travers les recensements de la population effectués dans la commune depuis 1793. Pour les communes de moins de 10 000 habitants, une enquête de recensement portant sur toute la population est réalisée tous les cinq ans, les populations de référence des années intermédiaires étant quant à elles estimées par interpolation ou extrapolation. Pour la commune, le premier recensement exhaustif entrant dans le cadre du nouveau dispositif a été réalisé en 2004.

En 2016, la commune comptait 215 habitants, en évolution de +0,94 % par rapport à 2010 (Ardèche : +2,48 %, France hors Mayotte : +2,11 %).
| 1793 | 1800 | 1806 | 1821 | 1831 | 1836 | 1841 | 1846 | 1851 |
| ---- | ---- | ---- | ---- | ---- | ---- | ---- | ---- | ---- |
| 555  | 657  | 594  | 603  | 630  | 772  | 656  | 902  | 905  |

| 1856 | 1861 | 1866 | 1872 | 1876 | 1881 | 1886 | 1891 | 1896 |
| ---- | ---- | ---- | ---- | ---- | ---- | ---- | ---- | ---- |
| 834  | 792  | 756  | 763  | 772  | 788  | 763  | 734  | 712  |

| 1901 | 1906 | 1911 | 1921 | 1926 | 1931 | 1936 | 1946 | 1954 |
| ---- | ---- | ---- | ---- | ---- | ---- | ---- | ---- | ---- |
| 762  | 699  | 616  | 526  | 491  | 475  | 472  | 386  | 328  |

| 1962 | 1968 | 1975 | 1982 | 1990 | 1999 | 2004 | 2006 | 2009 |
| ---- | ---- | ---- | ---- | ---- | ---- | ---- | ---- | ---- |
| 274  | 229  | 184  | 174  | 181  | 180  | 196  | 196  | 210  |

| 2014 | 2016 | - | - | - | - | - | - | - |
| ---- | ---- | - | - | - | - | - | - | - |
| 216  | 215  | - | - | - | - | - | - | - |

## Lieux et monuments
- Église Saint-Jacques.
- Col des Nonières (671 m) au centre du village, emprunté lors de la 12e étape du Tour de France 1996 et de la 12e étape du Tour de France 2010.